# Aogashima
Aogashima (青ヶ島村?) è un villaggio giapponese facente parte della Sottoprefettura di Hachijō, il cui territorio ricade sotto la giurisdizione del Governo Metropolitano di Tokyo.
Il territorio del villaggio coincide con quello dell'omonima isola di Aogashima, la più meridionale delle Isole Izu fra quelle abitate stabilmente. Si trova nel mare delle Filippine a 358,4 Km a sud di Tokyo e 71,4 Km a sud di Hachijō-jima, l'isola abitata più vicina.